# Православие.ru
«Правосла́вие.Ru» — российский православный информационный интернет-портал. Создан 29 декабря 1999 года редакцией интернет-проектов Сретенского монастыря Московского патриархата Русской православной церкви по благословению патриарха Московского и всея Руси Алексия II. Сайт считается площадкой для изложения умеренно-консервативных взглядов православного сообщества.
Главный редактор сайта со дня его создания — митрополит Тихон (Шевкунов).
Помимо основной русскоязычной версии, портал имеет версии на английском, сербском и греческом языках.

## История
Сайт был открыт 29 декабря 1999 года и первоначально носил название «Православие-2000». Как вспоминал Иеромонах Игнатий (Шестаков), «До Православия.ру, кажется, вообще ничего толкового и не было. Были лишь отдельные слабенькие церковные сайты, которые почти никто не читал. Были ещё пара проектов, но они имели скорее какой-то оппозиционный характер. Или же были библиотеки, но это не полноценный журнал. <…> В те годы нами изначально была принята очень правильная установка — писать для всех — верующих и неверующих, чтобы помогать людям приходить в Церковь».
Зимой 2001 года на Православии.Ru был открыт проект «Поместные Церкви» Архивная копия от 24 августа 2008 на Wayback Machine. Основной целью данного проекта стал сбор на одном информационном ресурсе базы данных о Поместных Православных Церквах.
Летом 2004 года портал стал участником партнёрской программы Яндекс.Новости.
23 января 2006 года было объявлено об объединении портала Православие.Ru и сайта «Православный календарь» (days.ru). Данное событие во многом было обязано предварительной работе по созданию «Сообщества православных веб-разработчиков», среди инициаторов которого были оба проекта.
Православие.Ru принял участие в работе первого конкурса православных сайтов Рунета «Мрежа-2006», жюри которого возглавил главный редактор портала — архимандрит Тихон.
23 марта 2006 года, в преддверии открытия IV Всезарубежного собора Русской Зарубежной Церкви, который поддержал восстановление единства Поместной Русской Церкви, был открыт сайт «Да единомыслием исповемы» (pravos.org), на котором были размещены наиболее значимые документы по вопросам взаимоотношения Московского Патриархата и Русской Зарубежной Церкви. Фактически, данный сайт представлял собой неофициальный информационный ресурс комиссии Московского Патриархата по диалогу с Русской Зарубежной Церковью и комиссии Русской Зарубежной Церкви по переговорам с Московским Патриархатом, которые разрабатывали проект Акта о каноническом общении и процедуру воссоединения.
С 2008 года появился полный архив материалов за все годы.
29 мая 2008 года, в память о 555-й годовщине падения Константинополя, редакция интернет-проектов Сретенского монастыря открыла тематический сайт «Византийский урок» Архивная копия от 31 марта 2022 на Wayback Machine. Непосредственной причиной разработки сайта явилось широкое обсуждение в СМИ фильма отца Тихона «Гибель империи. Византийский урок».
22 октября 2008 года, в связи с началом «Дней России в странах Латинской Америки», в организации и проведении которых активное участие принимал Сретенский монастырь, открылся официальный сайт Архивная копия от 3 ноября 2015 на Wayback Machine хора московского Сретенского монастыря. Сайт был создан на четырёх языках: русском, английском, испанском и португальском.
10 ноября 2010 года объявлен выход в социальные сети ВКонтакте, Facebook и Твиттер. Запущена трансляция в Живом Журнале.
28 июня 2011 года начала работу сербская версия портала. Открытие нового проекта было приурочено ко дню Косовской битвы — сербскому общенациональному празднику Видовдану.
В 2013 году сайт был заблокирован на территории Узбекистана, однако вскоре блокировка была снята.
23 ноября 2015 года объявлен выход нового оформления портала с упрощённым доступом к материалам, новыми рубриками и разделами (в том числе медиа-раздел). Новый сайт спроектирован с учётом требований со стороны мобильных устройств.
6 сентября 2019 года начала работу греческая версия портала.

## Признание
17 января 2000 года интернет-каталог @Rus назвал сайт «Православие 2000» «лучшим сайтом новых поступлений».
В декабре 2003 года журналистка Ксения Лученко так оценила сайт: «Первое время он вызывал настороженную реакцию пользователей из-за своих ура-патриотических и алармистских публикаций в стилистике „Русского дома“. Однако в феврале 2001 года авторы сайта поддержали официальную позицию Синодальной богословской комиссии по вопросу ИНН, и стали публиковать гораздо более взвешенные и качественные материалы по остальным вопросам. С тех пор „Православие.ру“ стабильно занимает верхние строчки рейтингов и имеет репутацию лучшего православного экспертного ресурса Рунета. Помимо новостей и комментариев к событиям религиозной и общественной жизни, на сайте регулярно публикуются исторические материалы, статьи по вопросам геополитики, социальной проблематики и культуры. Проповеди уважаемых священнослужителей прошлого и настоящего, рубрика „вопросы священнику“, публикации современных богословов, патрологов и апологетов, интервью священников и общественных деятелей, еженедельные обзоры прессы — все это удерживает постоянных читателей и привлекает новых».
В 2006 году сайт Православие.Ru занял 5 место в народном голосовании на Премии Рунета, в дальнейшем отказавшись от участия в этом конкурсе.
В 2020 году портал Православие.Ru стал лауреатом премии имени князя Константина Острожского (Польша)

## Редакционная коллегия
- Митрополит Тихон (Шевкунов) — главный редактор;
- Антон Поспелов — ответственный секретарь;
- иеромонах Игнатий (Шестаков) — редактор сербской версии сайта;
- Дмитрий Цыпин — руководитель проекта «Православный календарь».

В 2006—2011 году ответственным редактором сайта работал Александр Парменов.

## Статистика сайта
Посещаемость сайта: около полумиллиона уникальных адресов в месяц. По статистике Рамблера, Православие.Ru остаётся самым читаемым религиозным ресурсом Рунета. По статистике каталога Яндекса, входит в десятку наиболее цитируемых ресурсов раздела «Общество».
Согласно опросу «Кому, как и зачем исследовать православный мир», проведённому исследовательской службой «Среда» в 2011 году среди 50 учёных, изучающих религию, Православие.Ru занял третье место в пятёрке наиболее посещаемых респондентами сайтов.